# Собор Успения Пресвятой Богородицы (Новосиль)
Собор Успения Пресвятой Богородицы — утраченный православный храм в городе Новосиле Орловской области.
В письменных источниках о Новосиле 1-й четверти XVII века упомянуто пять деревянных церквей: в крепости — Соборная Успения Пресвятой Богородицы (действующая); через овраг на посаде — Николая Чудотворца (действующая); в Стрелецкой слободе — Страстотерпца Христова Георгия (действующая), Рождества Иоанна Предтечи и Ильинская с приделами Святых Флора и Лавра (ветхие недействующие).

В городской черте находился также Ильинский женский монастырь (упразднён в 1764 в результате секуляризационной реформы).

В 1802 году на западной окраине города была построена кирпичная церковь Казанской иконы Божией Матери — бесприходная кладбищенская. До нынешнего времени (2018) сохранилась только Никольская.

## Описание

### Старинные письменные упоминания
В письменных источниках церковь упоминается за 1615 год в «Дозорной книге города Новосиля и Новосильского уезда дозорщика Петра Есипова да подьячего Венедикта Махова», где написано «Соборная церковь Успение Пресвятые Богородицы, что в Новосили на городище».
В 1626 году эта же деревянная церковь упомянута в «Писцовой книге церквей, посадских дворов, лавок, кузниц города, письма и меры писцов: Константина Пущина и подьячего Бориса Иванова»: «Внутри городе церковь Соборная Успенья Пречистыя Богородицы, древяна.»
Этот же деревянный собор — в земляной крепости, упоминается в «Описи церквей» за 1695 год.

### Успенский собор на новом месте
Около 1764 года в черте старого города на территории находившегося здесь Ильинского женского монастыря орловской купчихой Дубровиной была выстроена каменная церковь Казанской иконы Божией Матери с Ильинским приделом. Монастырь был упразднён в 1764 году. Эта кирпичная Казанская церковь была приписана к старому деревянному Богородице-Успенскому собору. Старый Успенский деревянный собор по причине своей ветхости был упразднён в 1803 году, а каменная Казанская церковь переименована в Соборную Успенскую.

### Дальнейшая хронология строительства
- 1829 — пристроен левый придел Преполовения Пятидесятницы;
- 1842 — в трапезной церкви устроены: правый придел Николая Чудотворца, левый — Казанской Божией Матери;
- 1871 — вместо старой трапезной церкви построена новая с приделами: Казанской Божией Матери и Митрофана Воронежского;
- 1882—1893 — строительство и освящение новой кирпичной церкви в то же именование. В храме три алтаря: главный — Успенский, левый — Никольский, правый — Ильинский.

Новый храм был построен при активном участии и в основном на средства купца и церковного старосты Николая Ивановича Ворогушина. Особо почитаемая святыня церкви — икона Успения Божией Матери, которая находилась в старой Успенской церкви и сохранилась во время большого пожара 1756 года. Приход состоял из части городских жителей и деревни Михалёво (Михалёва Пустошь). При церкви и в Михалёвой Пустоши имелись церковно-приходские школы. Закрыли собор в 1930-х; в годы Великой Отечественной войны был сильно повреждён, окончательно разобран около 1960 года. Ныне (2018) примерно около этого места находится Новосильское отделение Сбербанка.